# 永平 (高昌)
永平（549年—550年）是高昌的君主麴玄喜的一個年號，共2年。
该年号诸史皆无，有黄文弼根据《田元初墓表》补正。

## 纪年
| 永平 | 元年  | 二年  |
| ---- | ----- | ----- |
| 公元 | 549年 | 550年 |
| 干支 | 己巳  | 庚午  |

## 參看
- 中国年号索引
  - 其他使用永平年號的政權
- 同期存在的其他政权年号
  - 太清（547年四月—549年十二月）：南朝梁政權梁武帝萧衍的年号
  - 大寳（550年正月—551年十二月）：南朝梁政權梁簡文帝萧綱的年号
  - 正平（548年十一月—549年六月）：南朝梁政權臨賀王蕭正德的年号
  - 武定（543年正月—550年五月）：東魏政权東魏孝靜帝元善見年号
  - 天保（550年五月—559年十二月）：北齊政权北齊文宣帝高洋年号
  - 大統（535年正月—551年十二月）：西魏政权西魏文帝元宝炬年号
  - 乾明：西魏年号
  - 建元（536年—551年）：新羅法興王、真興王的年号